# النا سستر
النا سستر (انگلیسی: Elena Cester؛ زادهٔ ۴ ژوئیهٔ ۱۹۸۳) بازیکن فوتبال اهل ایتالیا است.